# Фроловська сільська рада (Цілинний район)
Фроло́вська сільська рада (рос. Фроловский сельский совет) — сільське поселення у складі Цілинного району Курганської області Росії.
Адміністративний центр — село Фроловка.
Населення сільського поселення становить 345 осіб (2017; 402 у 2010, 565 у 2002).

## Склад
До складу сільського поселення входять:
| Населений пункт | Населення, осіб (2002) | Населення, осіб (2010) |
| --------------- | ---------------------- | ---------------------- |
| Рибне, присілок | 346                    | 242                    |
| Фроловка, село  | 219                    | 160                    |